# Sender Kołowo

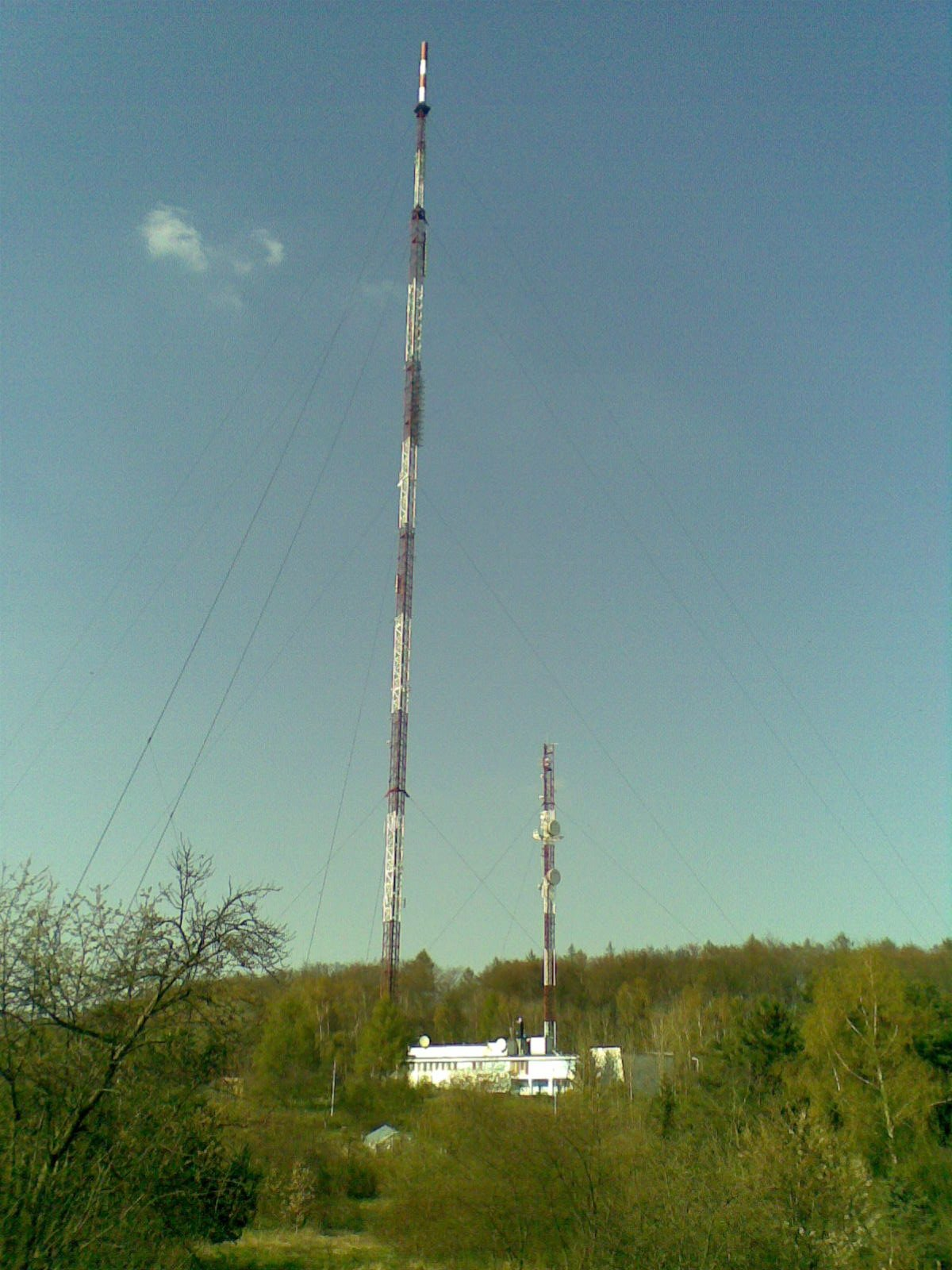
Rundfunksender Kołowo

Der Sender Kołowo ist ein Rundfunksender des polnischen Rundfunks zur Verbreitung von UKW-Hörfunk- und Fernsehprogrammen bei Kołowo südlich von Stettin, die wegen der Höhe des Antennenträgers (267 Metern) und dessen Nähe zur deutschen Grenze auch im nordöstlichen Mecklenburg-Vorpommern leicht empfangen werden können.
Der Rundfunksender Kołowo ging 1963 am Standort eines ehemaligen in den 1930er Jahren errichteten Aussichtsturms in Betrieb und verwendete als Antennenträger einen 228 Meter hohen abgespannten Stahlfachwerkmast. Außerdem wurde ein 25 Meter hoher Turm für Richtfunkantennen errichtet. 1985 wurde ein neuer, ebenfalls als abgespannter Sendemast mit dreieckigem Querschnitt ausgeführter, 267 Meter hoher Antennenträger errichtet und 1989 der größte Teil des alten Sendemastes abgebaut, so dass dessen Höhe nur noch 61 Meter beträgt.

## Übertragene Programme
| Programm | Frequenz   | Kanal | ERP    |
| -------- | ---------- | ----- | ------ |
| TVP1     | 223,25 MHz | 12    | 100 kW |
| TVP2     | 543,25 MHz | 30    | 600 kW |
| TVN      | 591,25 MHz | 36    | 10 kW  |
| TVP3     | 607,25 MHz | 38    | 400 kW |
| POLSAT   | 687,25 MHz | 48    | 600 kW |

| Programm       | Frequenz   | ERP |
| -------------- | ---------- | --- |
| Radio Szczecin | 92 MHz     | 60  |
| Radio ZET      | 95,20 MHz  | 60  |
| PR1            | 100,30 MHz | 60  |
| PR3            | 102,30 MHz | 60  |
| RMF FM         | 106,70 MHz | 60  |

| Paket | Frequenz  | Kanal | ERP    | Verschlüsselung |
| ----- | --------- | ----- | ------ | --------------- |
| Mux 1 | 634 MHz   | 41    | 100 kW | keine           |
| Mux 2 | 578 MHz   | 34    | 100 kW | keine           |
| Mux 3 | 690 MHz   | 48    | 100 kW | keine           |
| Mux 4 | 546 MHz   | 30    | 94 kW  | Irdeto 3        |
| Mux 8 | 184,5 MHz | 6     | 20 kW  | keine           |

Sender in den einzelnen Paketen:
Mux 1: TVP ABC, ESKA TV, Polo TV, TTV - Twoja TV, ATM Rozrywka, TV Trwam, Stopklatka TV, Fokus TV
Mux 2: Polsat, TVN, Czwórka, TV Puls, TVN7, TV Puls 2, TV6, Super Polsat
Mux 3: TVP 1 HD, TVP 2 HD, TVP 3 Szczecin, TVP INFO HD, TVP Historia, TVP Sport HD
Mux 4: Polsat News, Polsat Film, TVP Seriale, Kino Polska, Comedy Central, Polsat Sport, Polsat Sport Extra, Nickelodeon, Polsat Cafe, Polsat Play, Comedy Central Family, TVN Style
Mux 8: TVP Kultura HD, TVP Rozrywka, Nowa TV, Zoom TV, Metro, WP1